# Mordechaj Bentov

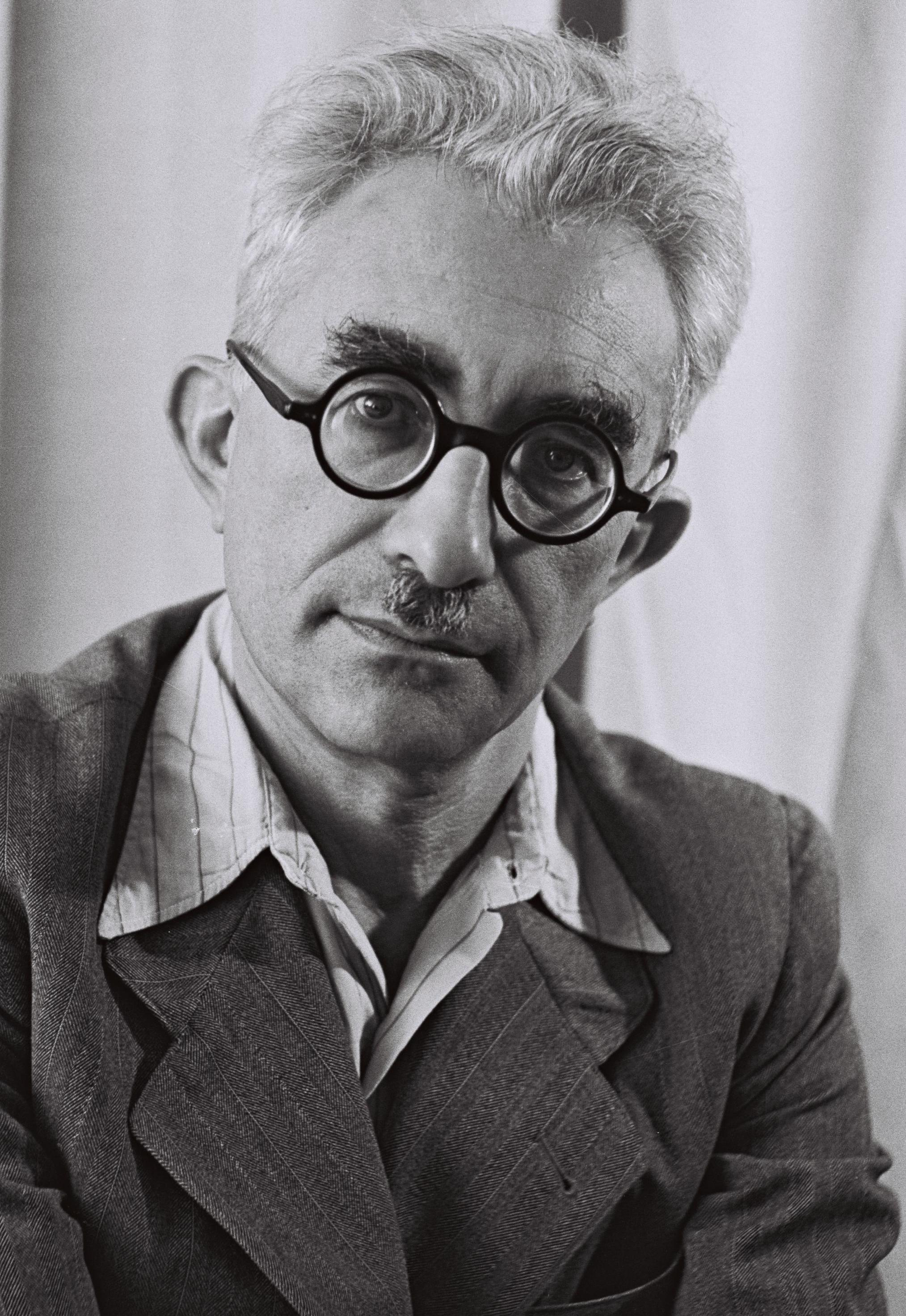
Mordechaj Bentov

Mordechaj Bentov (hebräisch מרדכי בנטוב, Geburtsname Mordechai Gutgeld; * 28. März 1900 in Grodzisk Mazowiecki, Russisches Kaiserreich; † 18. Januar 1985 in Mischmar haEmek) war ein israelischer Journalist und Politiker, der in mehreren Kabinetten hohe Regierungsposten bekleidete. Er war u. a. im Kabinett Eschkol Wohnungsbauminister.

## Leben
Bentov studierte für zwei Jahre Rechtswissenschaften an der Universität Warschau. In dieser Zeit war er Mitbegründer und Leiter der zionistischen Jugendorganisation Hashomer Hatzair. 1920 emigrierte er in das Völkerbundsmandat für Palästina und setzte sein Jurastudium in Jerusalem an der British law school, die von der Britischen Mandatsregierung betrieben wurde, fort.
In Palästina schloss er sich der Kibbuzbewegung an, stieg in der Hashomer Hatzair in eine Führungsposition auf, war Funktionär der Histadrut und der World Zionist Organization. Bentow war 1947 Delegationsmitglied der Jewish Agency bei den Vereinten Nationen. Er gehörte zu den 37 Personen, die am 14. Mai 1948 die Israelische Unabhängigkeitserklärung unterzeichneten. 1943 gründete er die Tageszeitung Al HaMishmar, die bis 1995 erschien.
Die Schauspielerin Shulamit Bat-Dori war eine Schwester. 